# Charles Hardinge, 1. Baron Hardinge of Penshurst

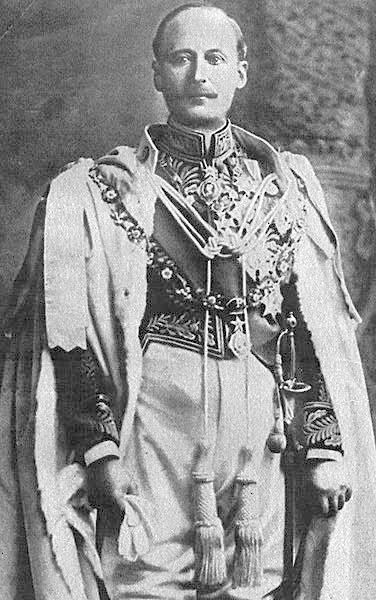
Charles Hardinge, 1. Baron Hardinge of Penshurst

Charles Hardinge, 1. Baron Hardinge of Penshurst, KG, GCB, GCSI, GCMG, GCIE, GCVO, ISO, PC (* 20. Juni 1858 in London; † 2. August 1944 in Penshurst, Kent) war ein britischer Diplomat und Politiker. Unter anderem bekleidete er von 1910 bis 1916 den Posten des Vizekönigs von Indien.
Hardinge war der Enkel von Henry Hardinge, 1. Viscount Hardinge, der seinerseits von 1844 bis 1848 Vizekönig von Indien gewesen war. Er trat 1880 in den diplomatischen Dienst ein und wurde 1904 Botschafter in Russland. Ab 1906 war er Staatssekretär im Auswärtigen Amt und wirkte u. a. am Zustandekommen der Abkommen von Cartagena (1907) mit. Obwohl er selbst den Konservativen nahestand, arbeitete er eng mit dem liberalen Außenminister Sir Edward Grey zusammen. Aufgrund dessen wurde er 1910 als Baron Hardinge of Penshurst zum Peer erhoben und zum Vizekönig von Indien ernannt.
In seine Amtszeit fielen der Besuch von König Georg V. und Königin Mary (Delhi Durbar von 1911) sowie die Verlagerung der Hauptstadt von Kalkutta nach Delhi. Obgleich Hardinge mehrfach Ziel von Attentaten militanter indischer Nationalisten war, verbesserten sich die Beziehungen zwischen der britischen Verwaltung und den Nationalisten während seiner Amtszeit. Hardinge schätzte Mahatma Gandhi sehr und kritisierte die Inder-feindliche Einwanderungspolitik Südafrikas. Ihm gelang es, die Verwaltungsreformen im Sinne einer größeren Teilhabe der Inder umzusetzen. Hierdurch war es den Briten möglich, im Ersten Weltkrieg alle britischen Truppen aus Indien abzuziehen und auch indische Truppen außerhalb des Subkontinents einzusetzen.
Nach ihm ist die 1,6 km lange Hardinge-Brücke, eine Eisenbahnbrücke über die Padma, einen Arm des Ganges im heutigen Bangladesch benannt, die während seiner Amtszeit von 1910 bis 1915 erbaut wurde.
Nach seiner Abberufung aus Indien aufgrund der Ergebnisse einer Untersuchungskommission über die Führung des britischen Feldzugs in Mesopotamien 1916 übernahm Hardinge wieder sein vorheriges Amt als Staatssekretär im Auswärtigen Amt, nunmehr unter Arthur Balfour. Von 1920 bis 1922 war er schließlich britischer Botschafter in Frankreich.
Seit dem 17. April 1890 war er mit Winifred Selina Sturt verheiratet. Mit ihr hatte er drei Kinder:
- Edward Charles Hardinge (1892–1914)
- Alexander Henry Louis Hardinge, 2. Baron Hardinge of Penhurst (1894–1960)
- Diamond Evelyn Violet Hardinge (1900–1927)